# WWE Anthology
WWE Anthology es un álbum recopilatorio producido por Jim Johnston y la World Wrestling Entertainment lanzado el día martes 12 de noviembre de 2002. El álbum está dividido en tres discos titulados:
- The Federation Years
- The Attitude Era
- Now!

## Lista de canciones

### Primer disco: The Federation Years
| Pista | Canción                              | Sujeto                                  | Longitud |
| ----- | ------------------------------------ | --------------------------------------- | -------- |
| 1     | World Wrestling Federation Signature | WWF                                     | 0:08     |
| 2     | "Real American"                      | Hulk Hogan                              | 3:16     |
| 3     | "Hitman"                             | Bret Hart                               | 2:00     |
| 4     | "Walkabout"                          | The Bushwhackers                        | 2:02     |
| 5     | "Together"                           | Randy Savage & Miss Elizabeth's Wedding | 3:32     |
| 6     | "It's All About The Money"           | Ted DiBiase                             | 1:48     |
| 7     | "Snake Bit"                          | Jake "The Snake" Roberts                | 2:09     |
| 8     | "Bad Boy"                            | Razor Ramon                             | 1:58     |
| 9     | "No Holds Barred"                    | No Holds Barred                         | 3:42     |
| 10    | "Unstable"                           | The Ultimate Warrior                    | 1:43     |
| 11    | "I Love You"                         | Brother Love                            | 2:02     |
| 12    | "Cool Cocky Bad"                     | The Honky Tonk Man                      | 2:10     |
| 13    | "One Two Three"                      | 1-2-3 Kid                               | 1:38     |
| 14    | "Sweet Lovin' Arms"                  | Bertha Faye                             | 3:11     |
| 15    | "Can't Get Enough"                   | Flash Funk                              | 2:01     |
| 16    | "I Know You Want Me"                 | Sunny                                   | 2:03     |
| 17    | "I'll Be Your Hero"                  | Lex Express                             | 4:30     |
| 18    | "Sexy Boy"                           | Shawn Michaels                          | 2:50     |
| 19    | "Los Boricuas"                       | Los Boricuas                            | 1:57     |
| 20    | "Schizophrenic"                      | Mankind                                 | 1:44     |
| 21    | "Smokin'"                            | Smokin' Gunns                           | 2:17     |
| 22    | "Sumo"                               | Yokozuna                                | 2:08     |
| 23    | "Snapped"                            | Sycho Sid                               | 2:06     |
| 24    | "Tell Me A Lie"                      | Shawn Michaels' Farewell                | 3:02     |
| 25    | "Enough Is Enough"                   | Owen Hart                               | 2:02     |
| 26    | "With My Baby Tonight"               | Road Dogg                               | 3:50     |
| 27    | "Wild Cat"                           | Sable                                   | 1:58     |
| 28    | "You Start The Fire"                 | Bret Hart Tribute                       | 3:09     |
| 29    | "Diesel Blues"                       | Diesel                                  | 2:21     |
| 30    | "Dude's Shack"                       | Dude Love                               | 2:20     |
| 31    | "Power"                              | Nation of Domination                    | 1:38     |
| 32    | "Corporate Ministry"                 | Corporate Ministry                      | 3:55     |
| 33    | "The Dudester"                       | Dude Love                               | 1:53     |

### Segundo disco: The Attitude Era
| Pista | Canción                       | Sujeto                  | Longitud |
| ----- | ----------------------------- | ----------------------- | -------- |
| 1     | Attitude Signature            | WWF                     | 0:14     |
| 2     | "Break It Down"               | D-Generation X          | 2:50     |
| 3     | "I Won't Do What You Tell Me" | Stone Cold Steve Austin | 3:02     |
| 4     | "Ass Man"                     | Billy Gunn              | 2:28     |
| 5     | "Brawl for All"               | Brawl for All Theme     | 1:16     |
| 6     | "Gold-Lust"                   | Goldust                 | 2:35     |
| 7     | "California"                  | Wrestlemania 2000       | 2:22     |
| 8     | "Who I Am"                    | Chyna                   | 1:58     |
| 9     | "The Real Deal"               | D'Lo Brown              | 2:00     |
| 10    | "Deadly Game"                 | Survivor Series (1998)  | 3:34     |
| 11    | "The Ultimate"                | Ken Shamrock            | 2:15     |
| 12    | "You Think You Know Me"       | Edge                    | 2:23     |
| 13    | "Blood"                       | Gangrel                 | 2:07     |
| 14    | "The Ho Train"                | The Godfather           | 2:23     |
| 15    | "Fist"                        | Mike Tyson              | 2:23     |
| 16    | "Oh You Didn't Know?"         | New Age Outlaws         | 2:07     |
| 17    | "Burned"                      | Kane                    | 2:33     |
| 18    | "Hello Ladies"                | Val Venis               | 2:27     |
| 19    | "Real Man's Man"              | William Regal           | 1:30     |
| 20    | "I Don't Suck"                | Kurt Angle              | 2:23     |
| 21    | "Latino Heat"                 | Eddie Guerrero          | 1:46     |
| 22    | "It Just Feels Right"         | Lita                    | 1:47     |
| 23    | "Sexual Chocolate"            | Mark Henry              | 2:29     |
| 24    | "No Chance In Hell"           | Vince McMahon           | 2:00     |
| 25    | "Oh Hell Yeah"                | Stone Cold Steve Austin | 2:15     |
| 26    | "If You Smell..."             | The Rock                | 2:55     |
| 27    | "Bad Man"                     | Rikishi                 | 2:05     |
| 28    | "Bangin' It"                  | Scotty 2 Hotty          | 2:08     |
| 29    | "13"                          | Tazz                    | 2:17     |
| 30    | "We're Coming Down"           | Dudley Boyz             | 2:35     |
| 31    | "My Time"                     | Triple H                | 3:06     |
| 32    | "Rabid"                       | Chris Benoit            | 1:58     |
| 33    | "How Do You Like Me Now?"     | Hardcore Holly          | 1:58     |
| 34    | "Dark Side"                   | The Undertaker          | 3:48     |
| 35    | "Break Down the Walls"        | Chris Jericho           | 2:03     |

### Tercer disco: Now!
| Pista | Canción                  | Sujeto            | Longitud |
| ----- | ------------------------ | ----------------- | -------- |
| 1     | WWE Signature            | WWE               | 0:19     |
| 2     | "Next Big Thing"         | Brock Lesnar      | 2:33     |
| 3     | "Dead Man"               | The Undertaker    | 3:12     |
| 4     | "At Last"                | Christian         | 3:05     |
| 5     | "I'm Back"               | Eric Bischoff     | 3:22     |
| 6     | "Eyes of Righteousness"  | Reverend D-Von    | 3:40     |
| 7     | "Fight"                  | SummerSlam (2002) | 3:15     |
| 8     | "619"                    | Rey Mysterio      | 2:51     |
| 9     | "Time to Rock & Roll"    | Trish Stratus     | 3:19     |
| 10    | "Eye of the Hurricane"   | The Hurricane     | 2:51     |
| 11    | "King of My World"       | Chris Jericho     | 3:57     |
| 12    | "All Grown Up"           | Stephanie McMahon | 2:56     |
| 13    | "Need a Little Time"     | Torrie Wilson     | 3:11     |
| 14    | "The Game"               | Triple H          | 2:23     |
| 15    | "You're Gonna Pay"       | The Undertaker    | 3:20     |
| 16    | "You Look So Good to Me" | Billy & Chuck     | 2:53     |
| 17    | "The End"                | WWE Armageddon    | 1:39     |
| 18    | "Here Comes the Money"   | Shane McMahon     | 2:52     |
| 19    | "You Can Run"            | Billy Kidman      | 1:45     |
| 20    | "I'm Back"               | Eric Bischoff     | 3:22     |